# ルイス・デ・ラ・フエンテ
ルイス・デ・ラ・フエンテ・カスティージョ（Luis de la Fuente Castillo、1961年6月21日 - ）は、スペイン・ラ・リオハ州アーロ出身の元サッカー選手、現サッカー指導者。現役時代のポジションはディフェンダー。2022年12月よりスペイン代表の監督を務める。

## 選手経歴
1976年にアスレティック・ビルバオのカンテラに入団し、1980-81シーズンのトップチームデビューを果たした。1983-84シーズンにはリーグ戦32試合に出場すると、プリメーラ・ディビシオンとコパ・デル・レイの国内2冠に貢献し、その後もレギュラーとして活躍した。1987-88シーズン開幕前、セビージャFCに加入したが、加入後3シーズン目に負傷によって出場機会が激減し、1991年の夏に古巣アスレティックへ復帰するも以前の輝きは取り戻せず、1993-94シーズン終了後、当時セグンダ・ディビシオンBに所属していたデポルティーボ・アラベスで現役を引退した。
プリメーラの舞台では通算254試合に出場して6得点を挙げた。

## 指導者経歴
現役引退後は指導者に転身し、1999-00シーズンにアマチュアクラブであるクルブ・ポルトゥガレテの監督に就任し、指導者キャリアをスタートさせた。2006-07シーズンと2009-10シーズンからの2シーズンである計3シーズン、古巣ビルバオ・アスレティックで指揮を執った。
2013年5月5日、U-19スペイン代表の監督に招聘された。2015年、マルコ・アセンシオやミケル・メリーノといった選手を中心としてUEFA U-19欧州選手権2015に臨み、見事2012年大会以来の優勝にチームを導いた。
2018年7月、U-19の一つ上のカテゴリーにあたるU-21スペイン代表の監督に就任した。ここでも2019年に開催されたUEFA U-21欧州選手権2019にて、U-19監督時代の選手を引き上げてチームを編成し、大会制覇を成し遂げた。また、2021年の東京オリンピックでもU-23スペイン代表の監督を務め、U-23ブラジル代表にこそ敗れたものの、大会準優勝を果たした。
2022年12月8日、スペイン代表の新監督に就任した。

## タイトル

### 代表
スペイン代表
- UEFAネーションズリーグ: 2022-23
- UEFA欧州選手権: 2024